# Zvjezdarnica Višnjan
El Zvjezdarnica Višnjan (Observatori Višnjan) és un observatori astronòmic situat a la vila de Višnjan (regió d'Ístria, Croàcia), dirigit per Korado Korlević.
L'observatori es va fundar l'any 1992 com a observatori públic i va treballar en el camp de l'astrometria i la recerca de nous asteroides. L'augment de la contaminació lumínica va dificultar les observacions a Višnjan, i es van aturar el 2001. El 2009 es va obrir un nou edifici de l'observatori prop del poble de Tičan, a uns 2,5 quilòmetres de distància.
Segons el lloc web de l'observatori, des del 2016 s'han descobert un total de 1.420 asteroides i 2 cometes des de l'observatori, que utilitza 11 telescopis i compta amb una plantilla de 78 membres i voluntaris. El Minor Planet Center li ha reconegut més d'un centenar de descobriments d'asteroides.